# Abbaye bénédictine de Steinfeld
Ne doit pas être confondu avec Abbaye de Steinfeld.
L'abbaye bénédictine de Steinfeld est une ancienne abbaye de l'ordre de Saint-Benoît situé à Kall, en Allemagne. Il ne faut pas la confondre avec l'abbaye de Steinfeld, située à proximité immédiate.

## Description
L'abbaye bénédictine de Steinfeld est fondée en 1955 à l'initiative de sœurs du monastère d'Ermeton-sur-Biert, qui rachètent une maison de campagne du XIXe siècle, avec un large jardin. Entre 1958 et 1959, le domaine est réellement converti en abbaye, avec la construction d'une église abbatiale. Dès 1986, une maison d'hôte est établie, afin de financer l'abbaye. Le 16 juillet 2018, les sœurs décident de déménager dans une nouvelle abbaye à Bonn, et le 31 mars 2019, la dernière messe est célébrée à Steinfeld en présence de l'évêque d'Aix-la-Chapelle, Helmut Dieser.

## Source
- (de) Cet article est partiellement ou en totalité issu de l’article de Wikipédia en allemand intitulé « Benediktinerinnen-Abtei Steinfeld » (voir la liste des auteurs).